# Georg Kaplja
Georg Kaplja, född 16 februari 1912 i Archangelsk, Ryssland, död 6 januari 1985 i Farsta, var en rysk-svensk skulptör.
Han var son till officeren Mikael Kaplja och Maria Ivanova och från 1951 gift med Irina Virnal. Kaplja studerade vid konsthögskolan i Tallinn 1937-1944. Han blev svensk medborgare 1954. Han har medverkat i utställningar med lettisk och estnisk konst på Liljevalchs konsthall och i utställningar med utländska konstnärer på Konstnärshuset i Stockholm. Har bland annat rekonstruerat skulpturerna från regalskeppet Vasa.